# Anděl metróállomás
Anděl egy metróállomás Prágában a prágai B metró vonalán. 1977 és 1985 között építették szovjet stílusban, a csehszlovák-szovjet barátság tiszteletére. 1985. november 2-án nyílt meg, a B metróvonallal egyidőben, a Sokolovská és a Smíchovské nádraží megállók között. 1990-ben, a Szovjetunió felbomlása után nevezték át az állomást Andělre, a környék után, ahol elhelyezkedik. A B vonal egyik legforgalmasabb állomása.
Eredeti neve Moskevská volt, Moszkva városa után. Ugyanebben az évben nyílt meg a Prazsszkaja nevű állomás a moszkvai metró Szerpuhovszko-Tyimirjazevszkaja vonalán. Napjainkban itt található az egyik utolsó csehszlovák-szovjet barátságot népszerűsítő propagandamű.
2015-ben felújították.

## Szomszédos állomások
A metróállomáshoz az alábbi állomások vannak a legközelebb:
- Smíchovské nádraží (Zličín)
- Karlovo náměstí (Černý Most)

## Átszállási kapcsolatok
| B (Zličín ↔ Černý Most) | |                         |
| Állomás                 | Átszállási kapcsolatok | Fontosabb létesítmények |
| Anděl                   | 120, 123, 137, 167, 191, 231, 901, 904, 907, 908 · 1, 2, 4, 5, 7, 8, 9, 10, 12, 15, 16, 17, 18, 20, 21, 22, 25, 32, 36, 92, 94, 97, 98, 99 · P5 |                         |